# Júbilo Iwata
Júbilo Iwata (Japans: ジュビロ磐田, Jubiro Iwata) is een voetbalclub uit Japan die speelt in de J-League. Júbilo is Spaans voor grote vreugde. Iwata is de naam van de stad waar de ploeg vandaan komt.
De ploeg speelt zijn thuiswedstrijden in het Yamaha Stadium. Alleen als de ploeg grote wedstrijden moet spelen, bijvoorbeeld tegen aartsrivaal Shimizu S-Pulse of goedgeklasseerde teams, wordt meestal uitgeweken naar het grotere Shizuoka Stadion in Fukuroi. Dat stadion heeft een grotere capaciteit en is speciaal gebouwd voor de finale van het Wereldkampioenschap 2002.

## Geschiedenis
Júbilo begon in 1970 als het bedrijfsteam voor de Yamaha Motor Corporation. Eind 1992 werd de ploeg opgenomen in de J-League. Meteen in het eerste seizoen wist de ploeg de tweede plaats te halen in de Tweede divisie wat promotie opleverde. Hans Ooft werd aangesteld als de nieuwe trainer en vele buitenlandse spelers, waaronder Braziliaans international Dunga, werden gekocht.
Dunga bleek een grote invloed te hebben binnen de club en werd na zijn periode als speler aangesteld als adviseur. Sinds 1997 wist de ploeg vele titels binnen te halen. Dit werd gedaan met voornamelijk Japanse spelers, in plaats van buitenlanders. Júbilo Iwata is een succesvolle club in de J-League met als voorlopig hoogtepunt dat de ploeg in 2002 beide stadia van de competitie wist te winnen, wat tot dan toe nog nooit was voorgekomen. Ook op internationaal vlak is de club sterk, het stond drie maal in de finale van de Asian Champions Cup en wist deze te winnen in 1999.

## Erelijst

### J-League
- Winnaar in 1988, 1990 (als Yamaha Motor Company FC), 1997, 1999, 2002
- Winnaar stadium in 1997 (2e), 1998 (1e), 1999 (1e), 2001 (1e), 2002 (1e en 2e)

### Emperor's Cup
- Winnaar in 1982 (als Yamaha Motor Company FC) en 2003
- Verliezend finalist in 1989 (als Yamaha Motor Company FC)

### J-League Cup
- Winnaar in 1998
- Verliezend finalist in 1994, 1997 en 2001

### Xerox Supercup
- Winnaar in 2000, 2003 en 2004
- Verliezend finalist in 1998

### Aziatisch kampioenschap voor landskampioenen
- Winnaar in 1999
- Verliezend finalist in 2000 en 2001 (AFC Champions League)

### Suruga Bank Championship
- Winnaar in 2011

## Eindklasseringen
- Eerst wordt de positie in de eindranglijst vermeld, daarna het aantal teams in de competitie van het desbetreffende jaar. Voorbeeld 1/18 betekent plaats 1 van 18 teams in totaal.

| Jaar | J1    | J2 |
| ---- | ----- | -- |
| 1994 | 8/12  |    |
| 1995 | 6/14  |    |
| 1996 | 4/16  |    |
| 1997 | 1/17  |    |
| 1998 | 2/18  |    |
| 1999 | 1/16  |    |
| 2000 | 4/16  |    |
| 2001 | 2/16  |    |
| 2002 | 1/16  |    |
| 2003 | 2/16  |    |
| 2004 | 5/16  |    |
| 2005 | 6/18  |    |
| 2006 | 5/18  |    |
| 2007 | 9/18  |    |
| 2008 | 16/18 |    |
| 2009 | 11/18 |    |

## Huidige spelerslijst
| Rugnr. | Naam                 | Nationaliteit | Positie                 |
| 1      | Yoshikatsu Kawaguchi | Japan         | Keeper                  |
| 2      | Hideto Suzuki        | Japan         | Verdediger              |
| 3      | Takayuki Chano       | Japan         | Verdediger              |
| 4      | Kentaro Ohi          | Japan         | Verdediger              |
| 5      | Makato Tanaka        | Japan         | Verdediger              |
| 6      | Takahiro Kawamura    | Japan         | Middenvelder            |
| 7      | Yoshiaki Ota         | Japan         | Middenvelder/Aanvaller  |
| 8      | Gilsinho             | Brazilië      | Middenvelder            |
| 9      | Masashi Nakayama (C) | Japan         | Aanvaller               |
| 10     | Sho Naruoka          | Japan         | Middenvelder/Aanvaller  |
| 11     | Norihiro Nishi       | Japan         | Middenvelder/Aanvaller  |
| 13     | Shun Morishita       | Japan         | Verdediger              |
| 14     | Poramet Arjvirai     | Thailand      | Aanvaller               |
| 15     | Kenichi Kaga         | Japan         | Verdediger              |
| 16     | Takenori Hayashi     | Japan         | Aanvaller               |
| 17     | Yusuke Inizuka       | Japan         | Middenvelder/Verdediger |
| 18     | Ryoichi Maeda        | Japan         | Aanvaller               |
| 19     | Takashi Okada        | Japan         | Verdediger              |
| 20     | Ryosuke Nakajima     | Japan         | Middenvelder            |
| 21     | Ryohei Sato          | Japan         | Keeper                  |
| 22     | Robert Cullen        | Japan         | Aanvaller               |
| 24     | Yakuya Matsuura      | Japan         | Middenvelder            |
| 25     | Fabricio De Sousa    | Brazilië      | Middenvelder            |
| 26     | Toru Morino          | Japan         | Middenvelder            |
| 27     | Kota Ueda            | Japan         | Middenvelder/Verdediger |
| 28     | Keisuke Funatani     | Japan         | Middenvelder            |
| 29     | Ryohei Yamazaki      | Japan         | Middenvelder            |
| 30     | Naoki Hatta          | Japan         | Keeper                  |
| 31     | Kenya Matsui         | Japan         | Keeper                  |
| 32     | Kosuke Yamamoto      | Japan         | Middenvelder            |
| ?      | Hiroki Bandai        | Japan         | Aanvaller               |
| ?      | Rodrigo              | Brazilië      | Middenvelder            |

## Bekende (ex-)spelers
- Yoshikatsu Kawaguchi
- Daisuke Matsui
- Naohiro Takahara
- Yuichi Komano
- Masami Ihara
- Masashi Nakayama
- Masahiko Inoha
- Michihiro Yasuda
- Ryoichi Maeda
- Takashi Fukunishi
- Makoto Tanaka
- Masakuni Yamamoto
- Kazuaki Nagasawa
- Atsushi Uchiyama
- Masaru Uchiyama
- Yoshinori Ishigami
- Katsumi Oenoki

- Shinichi Morishita
- Toshinobu Katsuya
- Mitsunori Yoshida
- Nobuhiro Takeda
- Masahiro Endo
- Yoshiro Moriyama
- Hideto Suzuki
- Masahiro Ando
- Takashi Hirano
- Go Oiwa
- Hiroshi Nanami
- Toshihiro Hattori
- Daisuke Oku
- Norihiro Nishi
- Toshiya Fujita
- Takayuki Chano
- Yoshinobu Minowa

- Shinji Murai
- Kazumichi Takagi
- Naoya Kikuchi
- Hiroki Yamada
- Yuki Kobayashi
- Dunga
- Adílson Batista
- Alessandro Cambalhota
- Jay Bothroyd
- Avraam Papadopoulos
- Salvatore Schillaci
- Gerald Vanenburg
- Lorenzo Ebecilio
- Roberto Torres
- Dmitri Radtsjenko
- Aleksandar Živković

## Bekende (ex-)trainers
- Hans Ooft
- Luiz Felipe Scolari